# 2211 Hanuman
2211 Hanuman eller 1951 WO2 är en asteroid i huvudbältet som upptäcktes den 26 november 1951 av den amerikanska astronomen Leland Cunningham vid Mount Wilson-observatoriet. Den har fått sitt namn efter Hanuman i den indiska mytologin.
Asteroiden har en diameter på ungefär 17 kilometer och den tillhör asteroidgruppen Ursula.